# Zagacie (Petite-Pologne)
Pour les articles homonymes, voir Zagacie.
Zagacie est une localité polonaise de la gmina de Czernichów, située dans le powiat de Cracovie en voïvodie de Petite-Pologne.